# Bangarang
Bangarang – czwarty minialbum amerykańskiego producenta muzycznego, kompozytora i piosenkarza Skrillexa. Został wydany 23 grudnia 2011 w postaci cyfrowej, a na płytach CD 24 stycznia 2012. Większość utworów zawartych na albumie to te zaprezentowane wcześniej podczas trasy koncertowej The Mothership Tour.
Komercyjnie Bangarang jest najlepszym albumem Skrillexa, który choć zdobył przeciętne oceny od krytyków, to sprzedał się w bardzo dużym nakładzie, m.in. w Australii, Kanadzie, Nowej Zelandii, Norwegii, Szwajcarii, Wielkiej Brytanii i w USA. W Polsce według OLiS zajął 33. miejsce. Singel promujący album o tym samym tytule również okazał się sukcesem, stając się hitem m.in. w Australii, Austrii, Belgii, Kanadzie, Francji, Holandii, Norwegii, Nowej Zelandii, Szwecji, Wielkiej Brytanii i w USA. Utwór „Breakn’ a Sweat” został użyty w filmie dokumentalnym Re:Generation i również nakręcono do niego teledysk.
11 lutego 2013 Bangarang został nagrodzony statuetką Grammy za najlepszy album elektroniczny.

## Lista utworów
1. „Right In”
2. „Bangarang” (feat. Sirah)
3. „Breakn’ a Sweat” (Skrillex & The Doors)
4. „The Devil’s Den” (Skrillex & Wolfgang Gartner)
5. „Right on Time” (Skrillex, 12th Planet & Kill the Noise)
6. „Kyoto” (feat. Sirah)
7. „Summit” (feat. Ellie Goulding)
8. „Skrillex Orchestral Suite” (Varien) (bonusowy utwór iTunes)[13]